# Oosternieland
Oosternieland (Gronings: Nijlaand) is een klein dorp in de gemeente Het Hogeland in het noorden van de Nederlandse provincie Groningen. Het dorp ligt ten zuiden van Roodeschool. 
Het aantal inwoners van het dorp per 1 januari 2023 is onbekend, omdat het CBS de BAG-woonplaats "Oosternieland", niet als zodanig afgebakende wijk/buurt heeft ingedeeld. Voor het CBS maakt de BAG-woonplaats Oosternieland onderdeel uit van de buurt "Buitengebied Uithuizermeeden", welke een veel groter gebied omvat dan enkel de plaats Oosternieland.

## Geschiedenis

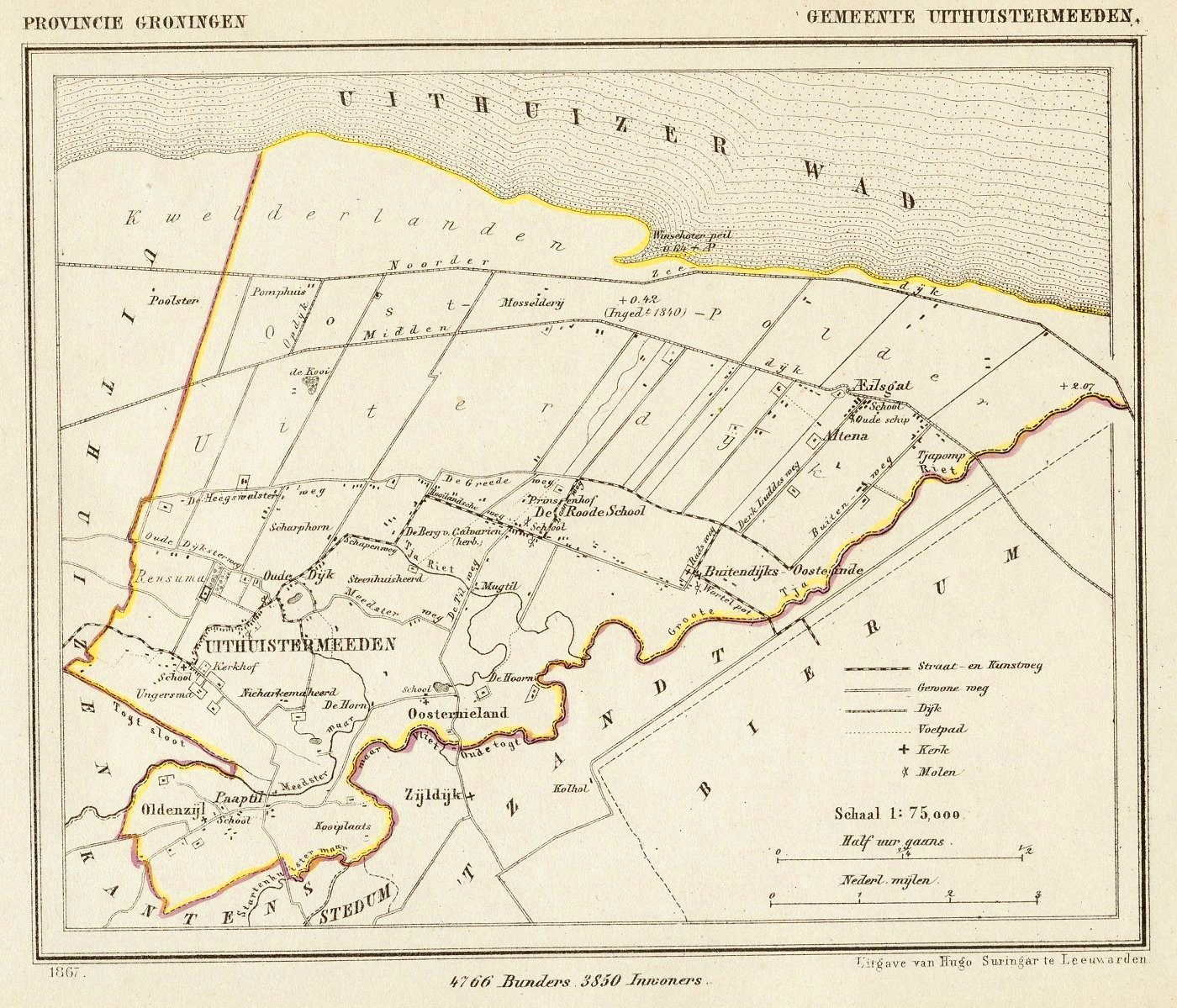
Oosternieland en Zijldijk op een kaart van de voormalige gemeente Uithuistermeeden uit 1867.

Oosternieland is ontstaan aan een dijk in de voormalige Fivelboezem. De rivier Fivel verzandde in de loop der tijden steeds meer. Uiteindelijk werd het restant afgedamd door de dijk waaraan het dorp ligt.

Het kerkje uit de 13e eeuw was oorspronkelijk gewijd aan Sint-Nicolaas van Myra. Het staat op de omgrachte dorpswierde en wordt omgeven door een kerkhof. Kerk en kerkhof zijn beide eigendom van de Stichting Oude Groninger Kerken. 
Boerderij Den Hoorn ten noordoosten van Oosternieland was vroeger een voorwerk van het Klooster Feldwerd in Oldenklooster, dat dit voorwerk in 1453 opnieuw bedijkte. De Den Hoornsterweg is ernaar vernoemd.
Oosternieland vormde van oudsher een dubbeldorp met Zijldijk, dat tot de gemeente Eemsdelta behoort, maar wordt sinds de aanleg van de N46 in de jaren 1974-1979 daarvan gescheiden.